# 세인트존구 (도미니카 연방)

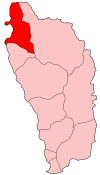
세인트존구의 위치

세인트존구(영어: Saint John Parish)는 도미니카 연방 북서부에 위치한 구로 행정 중심지는 포츠머스이며 면적은 59.0km2, 인구는 6,561명(2011년 기준)이다. 동쪽으로는 세인트앤드루구, 남쪽으로는 세인트피터구와 접한다.